# フアン・サンチェス・ミニョ
フアン・マヌエル・サンチェス・ミニョ（Juan Manuel Sánchez Miño、1990年1月1日 - ）は、アルゼンチン・ブエノスアイレス出身のサッカー選手。ポジションはDF。

## クラブ経歴
2004年にボカ・ジュニアーズの下部組織でサッカーを始めた。2010年、キルメスACとの試合でトップチームデビュー。
2014年、2014-15シーズン開幕前のプレシーズンを行っていたトリノFCに帯同した。トリノはミニョと契約寸前までいったが、直前になってパスポートの問題が発生。これにより、正式な契約がシーズン開幕前にまでもつれ込んだ 。2014年8月9日、移籍金非公開でトリノFCに移籍したと発表された。9月1日のセリエAインテル戦で公式戦デビュー。
2020年9月15日、エルチェCFに移籍した。
2021年2月17日、エストゥディアンテス・デ・ラ・プラタに復帰。
2022年1月、2023年末までの契約でCAコロンに移籍。

## タイトル

### クラブ
インデペンディエンテ
- コパ・スダメリカーナ : 1回 (2017)